# Effet de position
En génétique, l'effet de position est l'effet que peut avoir le changement de position d'un gène dans le génome sur son niveau d'expression. Il a pour conséquence généralement un phénomène de variégation. Ce phénomène est observé lors de certaines suppressions de l'expression des gènes, en raison de l'effet de position d'un allèle en rapport avec la conformation de la chromatine dans laquelle il se trouve.